# رادیم اکسپرس (کشتی)
رادیم اکسپرس (کشتی) (به انگلیسی: Radium Express (ship)) یک کشتی است که طول آن ۲۱٫۹۴ متر (۷۲٫۰ فوت) می‌باشد. این کشتی در سال ۱۹۳۹ ساخته شد.